# Schiefteller
Die Pflanzengattung Schiefteller (Achimenes) gehört zur Familie der Gesneriengewächse (Gesneriaceae). Die etwa 24 bis 26 Arten kommen wild nur in der Neotropis vor. Einige Sorten, hauptsächlich von Hybriden unter Beteiligung mehrerer Arten, werden als blühende Zierpflanzen, vor allem als Zimmerpflanzen verwendet.

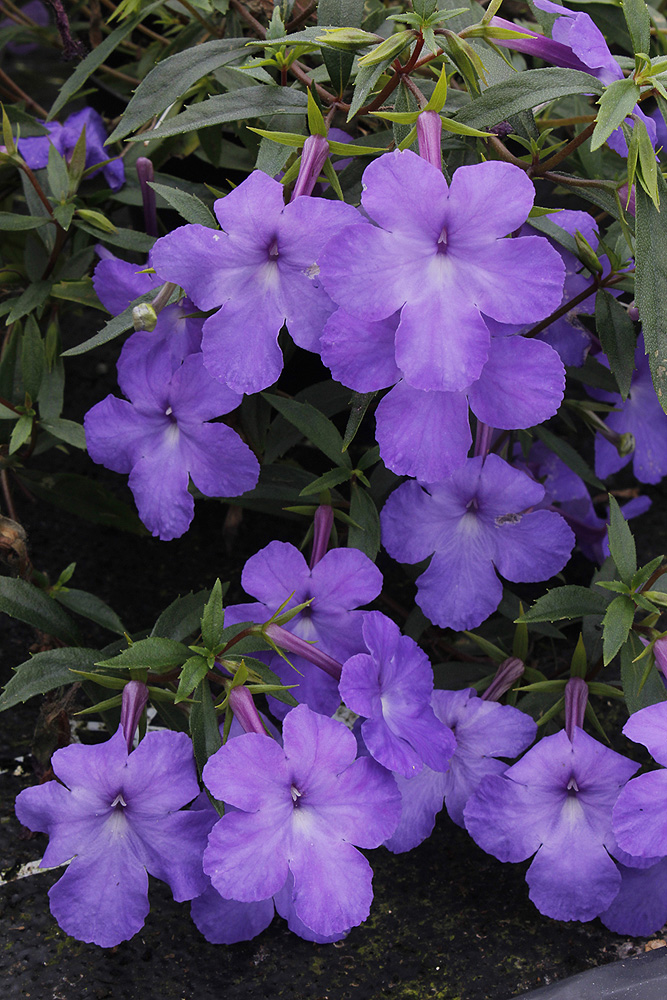
Achimenes cettoana

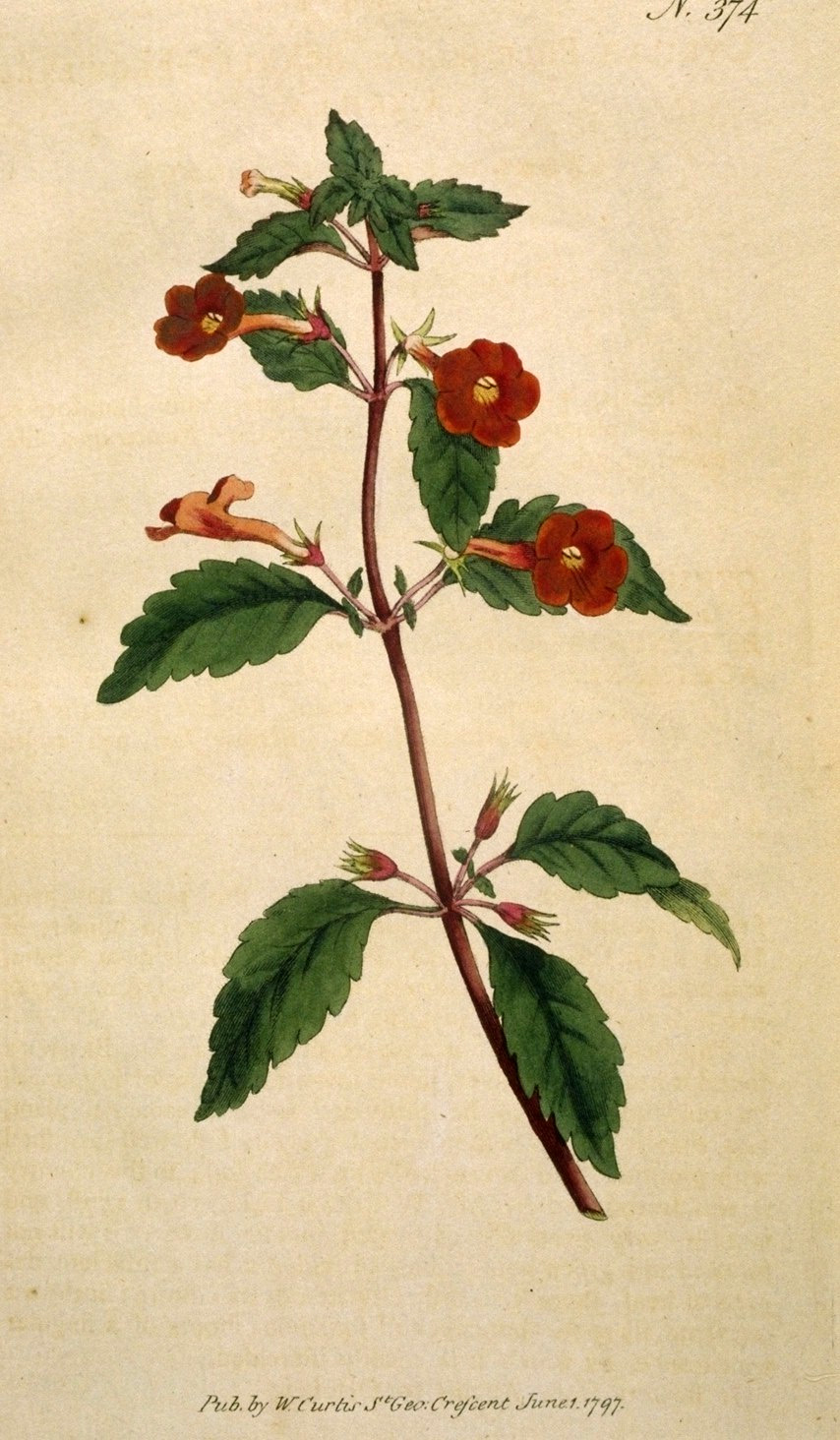
Illustration aus The Botanical Magazine, Volume 11 von Achimenes erecta

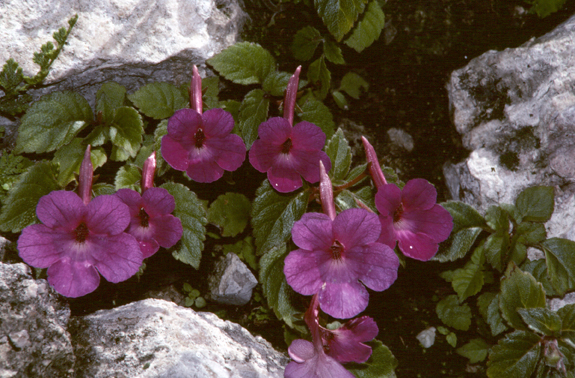
Achimenes grandiflora am Naturstandort in Xochicalco, Morelos, Mexiko

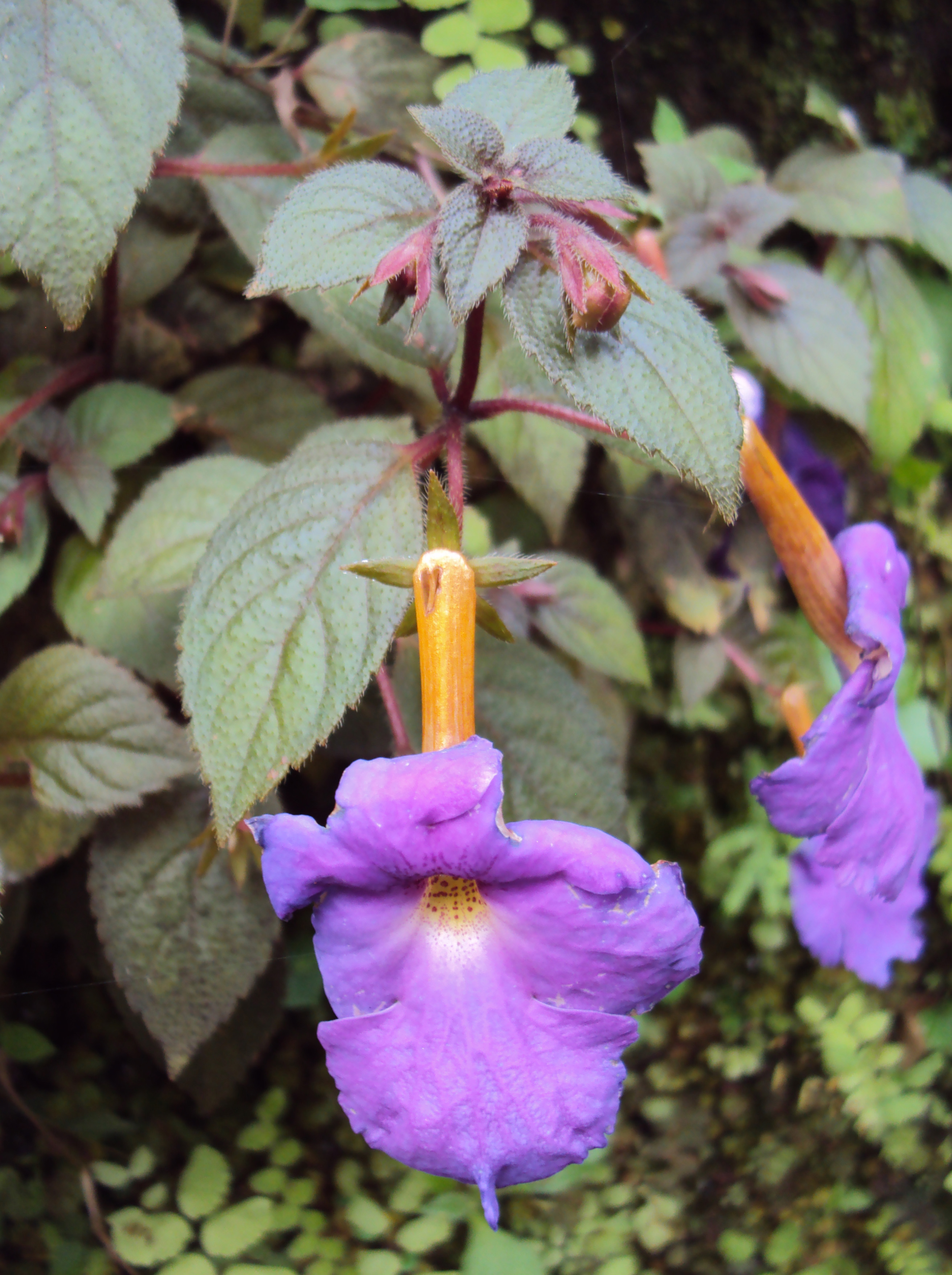
Achimenes longiflora

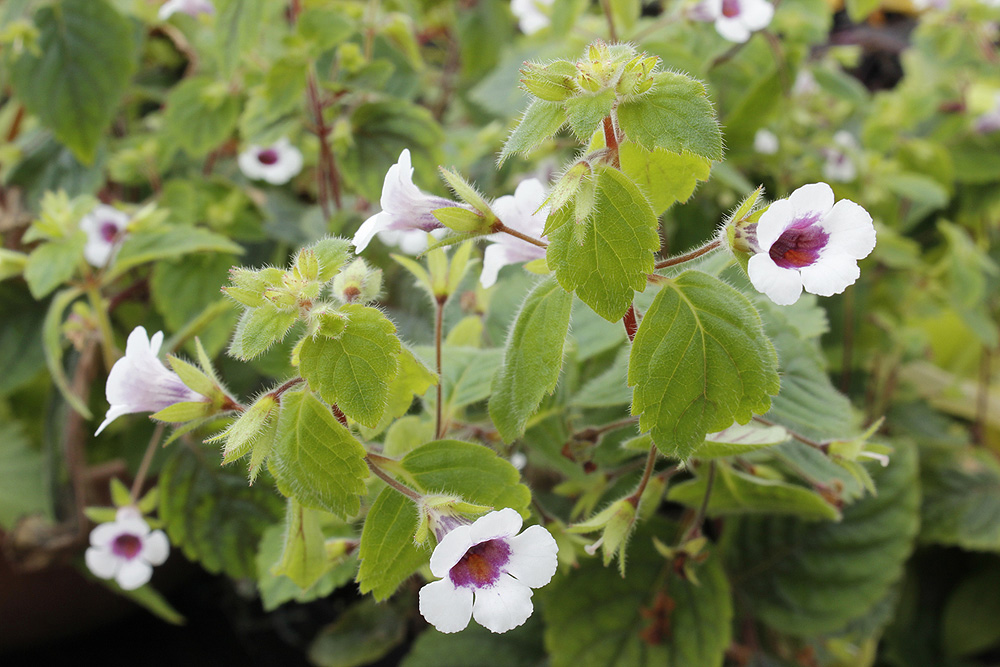
Achimenes misera

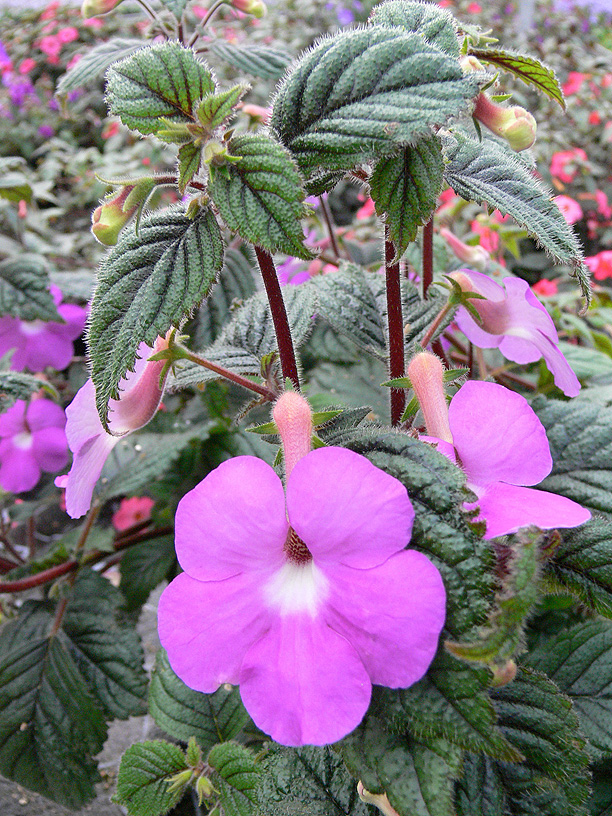
Achimenes patens

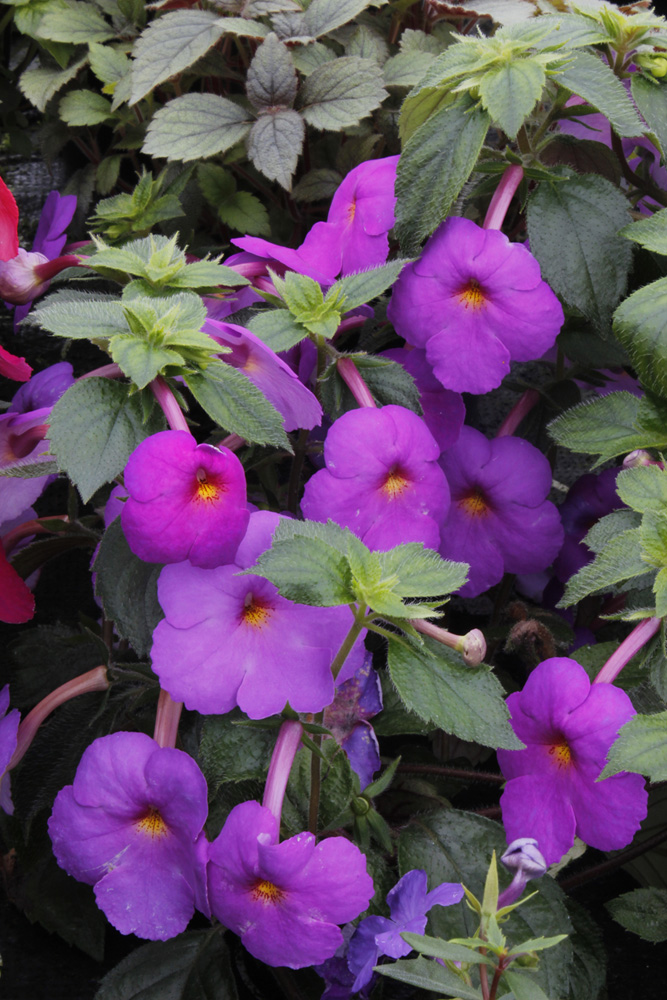
Achimenes skinneri

## Beschreibung
Achimenes-Arten wachsen als ausdauernde krautige Pflanzen meist terrestrisch. Sie bilden meist Rhizome als Überdauerungsorgane aus. Die oft unverzweigten Stängel sind aufrecht bis niederliegend. Die gestielten, meist gegenständig angeordneten, einfachen Laubblätter sind mehr oder weniger asymmetrisch. Der Blattrand ist oft gezähnt.
An den Blattachseln stehen die Blüten meist zu wenigen zusammen oder sie stehen einzeln. Die zwittrigen, zygomorphen Blüten sind fünfzählig. Die fünf Kelchblätter sind frei. Die fünf Kronblätter sind röhrig oder tellerförmig verwachsen; von dem auffälligen, meist asymmetrischen „Teller“ stammt der Name. Die mit der Basis der Kronblätter verwachsenen vier Staubblätter hängen an den Spitzen zusammen. Der Fruchtknoten ist fast bis vollständig unterständig. Der Diskus ist glatt. Der gekrümmte Griffel endet in einer zweilappigen Narbe.
Es werden trockene, zweiklappige Kapselfrüchte gebildet, die viele winzige Samen enthalten.

## Verbreitung
Diese Gattung kommt nur in der Neotropis vor. Die meisten Arten gibt es in Mexiko und Zentralamerika. Dagegen reicht bei Achimenes longiflora das Areal bis Kolumbien und bei Achimenes erecta sogar bis Kolumbien und in die Karibik.

## Systematik
Die gültige Erstbeschreibung der Gattung Achimenes erfolgte 1806 durch in Christian Hendrik Persoon in Synopsis Plantarum, 2, S. 164. Typusart ist Achimenes coccinea (Scop.) Pers. heute ein Synonym von Achimenes erecta (Lam.) H.P.Fuchs. Der gleiche Gattungsname Achimenes wurde auch von Patrick Browne 1756 und auch Vahl 1791 mit anderen Typusarten veröffentlicht. Synonyme für Achimenes Pers. sind: Amalophyllon Brandegee, Cyrilla L’Hér., Trevirana Willd., Locheria Regel, Guthnickia Regel, Dicyrta Regel, Eumolpe Decne., Scheeria Seem., Plectoploma Hanst.

### Arten und Hybriden
Es gibt etwa 24 bis 26 Achimenes-Arten:
- Achimenes admirabilis Wiehler: Sie kommt im südlichen Mexiko vor.[3]
- Achimenes antirrhina (DC.) C.V.Morton: Sie kommt in Mexiko und Guatemala vor.[3]
- Achimenes brevifolia C.V. Morton: Sie kommt im mexikanischen Bundesstaat Guerrero vor.[3]
- Achimenes candida Lindl. (Syn.: Achimenes saxicola (Brandegee) C.V.Morton[3]): Sie kommt im mexikanischen Bundesstaat Chiapas, in Guatemala, Honduras, Costa Rica und Panama vor.[1]
- Achimenes cettoana H.E.Moore: Sie kommt im mexikanischen Bundesstaat Chiapas vor.[3]
- Achimenes erecta (Lam.) H.P.Fuchs: Sie kommt ursprünglich in Mexiko, Guatemala, Belize, Honduras, Nicaragua, Costa Rica und Kolumbien vor und ist in der Dominikanischen Republik, in Haiti und Jamaika ein Neophyt.[1]
- Achimenes dulcis C.V. Morton: Sie kommt in Mexiko vor.[3]
- Achimenes fimbriata Rose ex C.V.Morton, non (Hook.) Henderson: Sie kommt in Mexiko vor.[3]
- Achimenes flava C.V.Morton: Sie kommt in Mexiko vor.[3]
- Achimenes glabrata (Zucc.) Fritsch: Sie kommt in Mexiko vor.[3]
- Achimenes grandiflora (Schiede) DC.: Sie kommt in Mexiko, Guatemala, Honduras, Nicaragua und Costa Rica vor.[1]
- Achimenes heterophylla (Mart.) DC.: Sie kommt in Mexiko und in Guatemala vor.[3]
- Achimenes hintoniana Ram.-Roa & L.E.Skog: Sie kommt im südwestlichen Mexiko vor.[3]
- Achimenes longiflora DC.: Sie kommt ursprünglich in Mexiko, Guatemala, El Salvador, Honduras, Nicaragua, Costa Rica, Panama und Kolumbien vor und ist in Venezuela, auf Martinique Dominica und Guadeloupe ein Neophyt.[1]
- Achimenes mexicana (Seem.) Benth. & Hook.f. ex Fritsch: Sie kommt im nördlichen Mexiko vor.[3]
- Achimenes misera Lindl.: Sie kommt in Mexiko, Guatemala, El Salvador, Honduras und Costa Rica vor.[3]
- Achimenes nayaritensis L.E.Skog: Sie kommt im mexikanischen Bundesstaat Nayarit vor.[3]
- Achimenes obscura C.V.Morton: Sie kommt im zentralen und südlichen Mexiko vor.[3]
- Achimenes occidentalis C.V.Morton: Sie kommt in Mexiko vor.[3]
- Achimenes patens Benth.: Sie kommt im zentralen und südlichen Mexiko vor.[3]
- Achimenes pedunculata Benth.: Sie kommt von Mexiko bis Venezuela vor.[3]
- Achimenes skinneri Lindl.: Sie kommt von Mexiko bis Honduras und in Costa Rica vor.[3]
- Achimenes woodii C.V.Morton: Sie kommt im südwestlichen Mexiko vor.[3]

Dazu einige Hybriden aus gärtnerischer Kultur (Auswahl):
- Achimenes × dentoniensis hort. ex Henderson
- Achimenes × eeckhautei hort. ex Henderson
- Achimenes × escheri Regel
- Achimenes × georgeana hort. Mak. ex Morr.
- Achimenes × leighii hort. ex Henderson
- Achimenes × parsonsii hort.
- Achimenes × rollisonii hort. ex Dombrain
- Achimenes × sanguinea (hort. ex Hanst.) Regel ex Hanst.
- Achimenes × scheerioides Regel
- Achimenes × venusta hort. ex Paxton

Es gibt auch Gattungshybriden (intragenerische Hybriden), beispielsweise ×Achimenantha H.E.Moore.